# Beals Mahonie

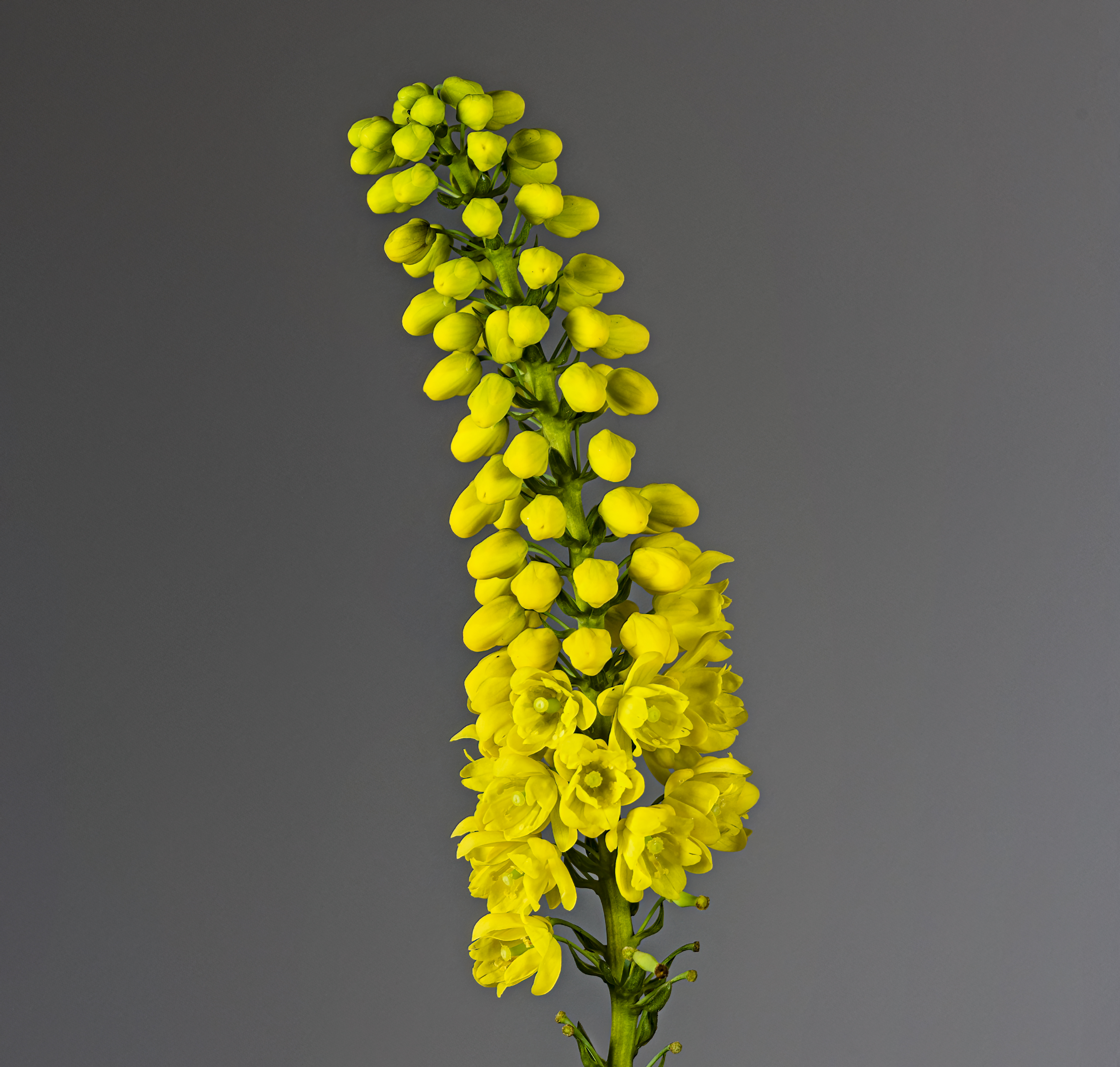
Blüten von Beales Mahonie

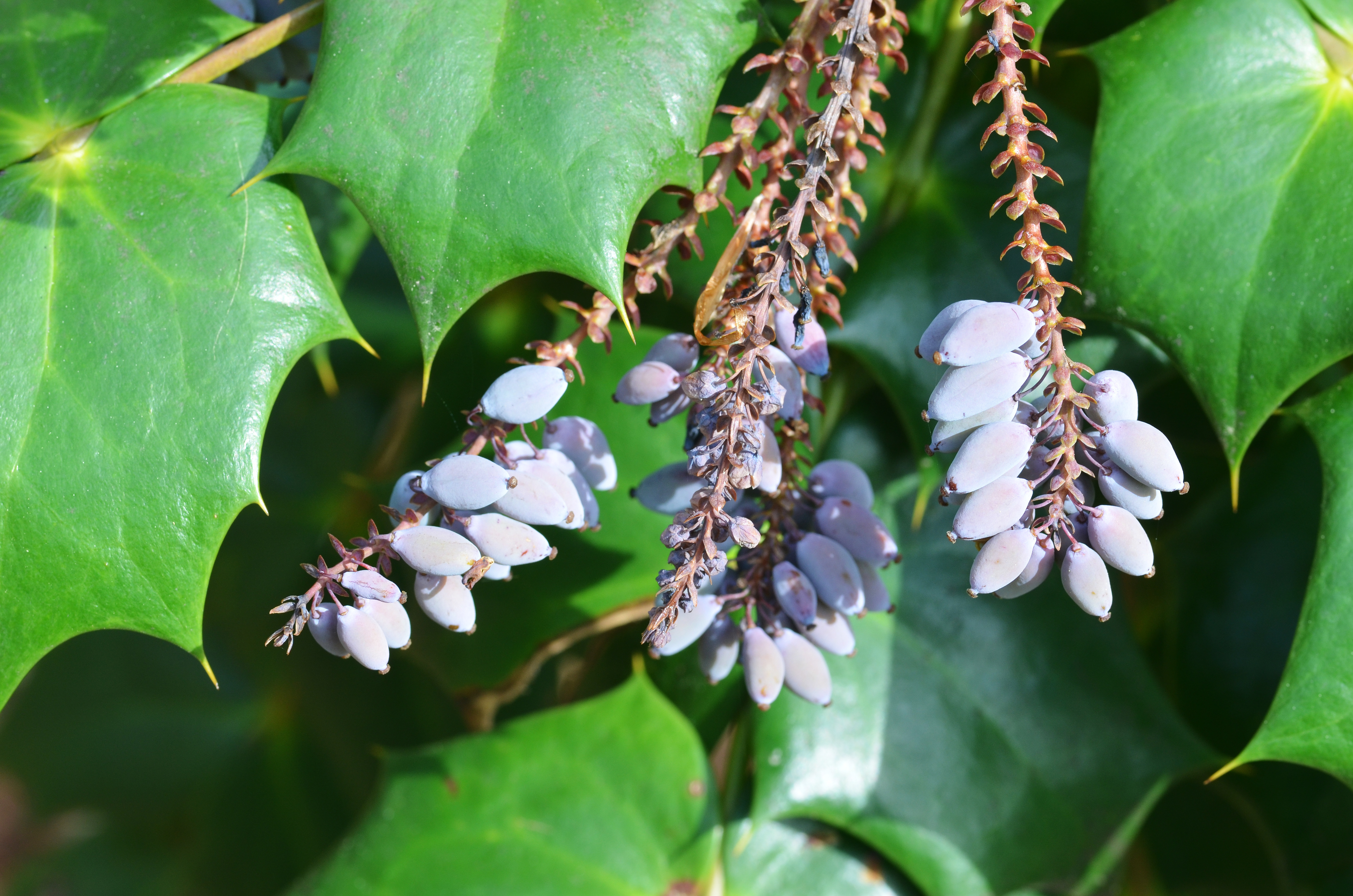
Früchte von Beales Mahonie

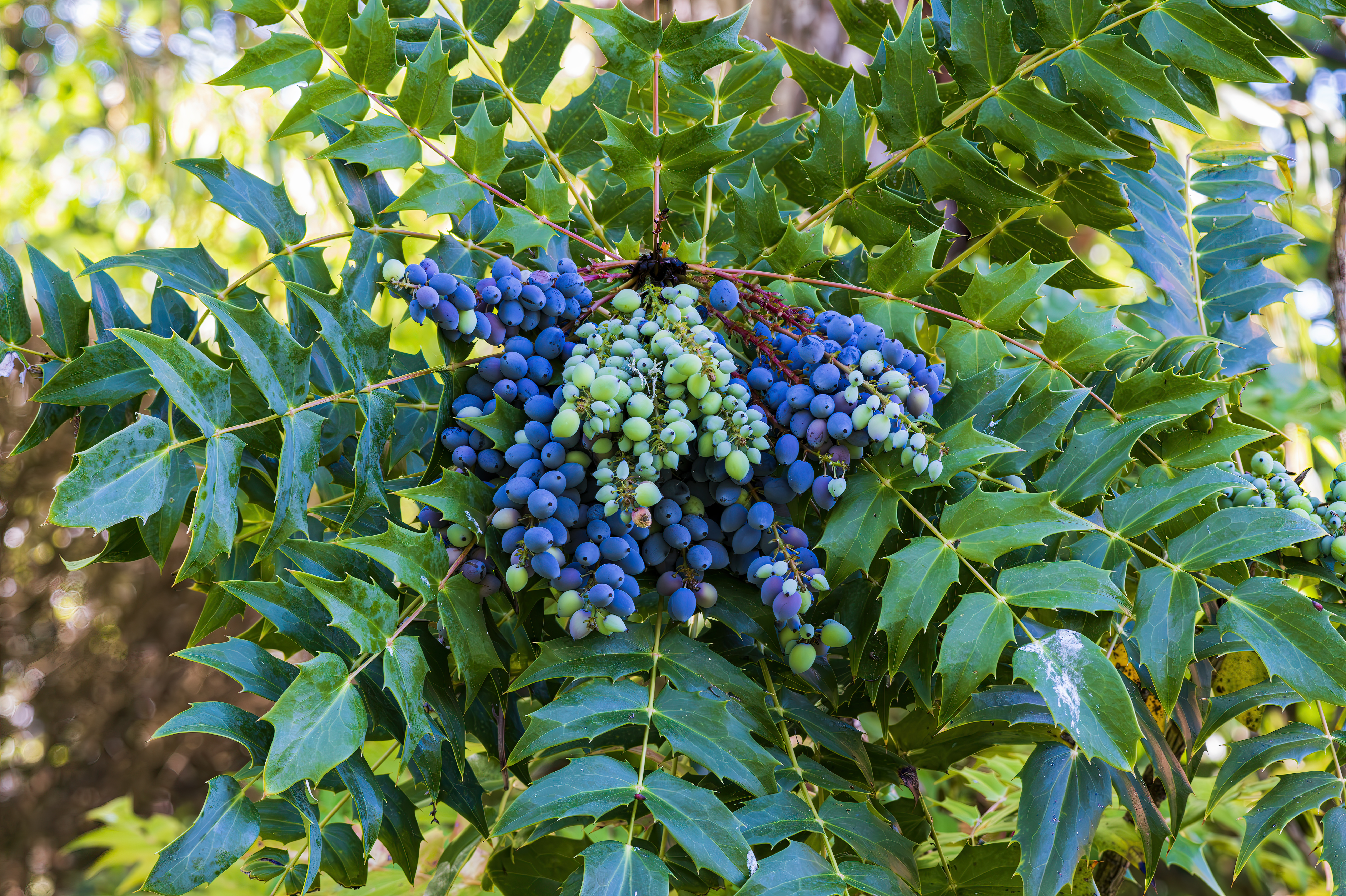
Pflanze mit Früchten

Beals Mahonie (Mahonia bealei), richtiger Beales Mahonie genannt, ist eine Pflanzenart aus der Familie der Berberitzengewächse (Berberidaceae). Sie ist in der chinesischen Provinz Hubei beheimatet. Der Artname bealei geht auf einen in Shanghai lebenden britischen Gartenliebhaber mit dem Familiennamen Beale zurück, der diese Neuentdeckung des Botanikers Robert Fortune anzog und pflegte.

## Beschreibung

### Vegetative Merkmale
Beales Mahonie ist ein immergrüner Strauch, der eine Wuchshöhe von bis zu 3–4 Metern oder mehr erreichen kann. Sie wächst aufrecht und ist spärlich verzweigt. Die Borke ist furchig und bräunlich bis gräulich. Die dicken Zweige tragen 25 bis 50 Zentimeter lange, wechselständige, gestielte und unpaarig gefiederte Laubblätter. Die Rhachis ist oft rötlich, der Blattstiel ist etwa 2–8 Zentimeter lang.
Die 9 bis 21 Fiederblättchen je Blatt sind derb, oberseits glatt und dunkelgrün, glänzend und teils etwas bläulich überlaufen, unterseits sind sie graugrün bis gelblich. Die Blättchen sind kahl, dicklich, steif und spitz oder zugespitzt, oft stachelspitzig und an der Basis sind sie spitz bis stumpf oder minimal herzförmig. Sie sind eiförmig, manchmal blasig aufgetrieben und sie weisen an jeder Seite 2–7 entfernte und stachelige Zähne auf, die Buchten zwischen den Zähnen sind ganzrandig. Die seitlichen Blättchen sind teils etwas sichelförmig gebogen, mit oft ungleicher Spreite. Die bis 6 cm lang gestielten Endblättchen sind etwas größer als die seitenständigen, fast sitzenden Blättchen. Das Endblättchen ist 6,5–13 cm lang, die seitlichen sind 2,5–10,5 cm lang.

### Generative Merkmale
Die gelben und duftenden Blüten erscheinen von Februar bis Mai und stehen in aufrechten oder überhängenden, zu sechs bis neun zusammenstehenden, langen und vielblütigen Trauben, die von größeren Tragblättern unterlegt sind. Die dreizähligen, zwittrigen Blüten sind kurz gestielt und mit doppelter Blütenhülle. Bei den Blüten sind am Blütenstiel jeweils kleine Tragblätter vorhanden. Es sind 9 gelbe und ungleich große Kelchblätter; die äußersten sind am kleinsten und außen teils rötlich, in 3 Kreisen und 6 gelbe Kronblätter in 2 Kreisen vorhanden. An den Kronblättern sind innen 2 Nektarien an der Basis ausgebildet. Es sind 6 kurze Staubblätter in 2 Kreisen und ein oberständiger Stempel mit sehr kurzem Griffel und scheibenförmiger Narbe vorhanden.
Die Beeren sind eiförmig, blauschwarz und bläulich „bereift“, mit beständigem kurzem Griffelrest mit Narbe. Sie sind bis 1–1,5 cm groß und zwei- bis dreisamig. Die Beeren werden von Vögeln gefressen, die so für die Verbreitung der Art sorgen. Die eiförmigen, glatten und bräunlichen Samen sind abgeflacht und 6–7 mm lang.
Die Chromosomenzahl beträgt 2n = 28.

## Vorkommen
Nach der Flora of China kommt die Art in Anhui, Fujian, Guangdong, Guangxi, Henan, Hubei, Hunan, Jiangsu, Jiangxi, Shaanxi, Sichuan und Zhejiang in Höhenlagen von 500 bis 2000 Metern Meereshöhe vor. Sie gedeiht in Wäldern, an Waldrändern, an Abhängen, an Flussufern, an Straßenrändern und in Gebüschen. Sie wird in Japan, in Mexiko, in wärmeren Gebieten Europas und der Vereinigten Staaten kultiviert und hat sich in den südöstlichen Vereinigten Staaten eingebürgert.

## Verwendung
Beales Mahonie wird als Zierstrauch in Gärten und Parks verwendet. Diese Art benötigt schattige oder halbschattige Lagen und lockeren Boden. Sie ist winterhart.
Die Beeren sind essbar und werden roh und gekocht verwendet.

## Sonstiges
Beales Mahonie wird manchmal mit der Japanischen Mahonie (Mahonia japonica) verwechselt, deren Blättchenunterseite allerdings gelbgrün ist.